# TEXRail
TEXRail是位于美国德克萨斯州塔兰特县，运营里程27英里（43千米）的通勤铁路线路，提供连接沃思堡市中心和达拉斯/沃斯堡国际机场之间的服务。它由三一公交局（前身为沃斯堡交通管理局）运营，于2018年12月31日进行了试运营，并于2019年1月10日正式开始服务。
该线路耗资10亿美元。作为棉花带铁路线的一部分，它将独立于其他部分运营，因为它是由三一公交局，而非达拉斯捷运局建造的，后者将在东部建造捷运银线。

## 运营
从沃斯堡T&P站到DFW国际机场的预计行程时间估计约为55分钟。每天有73趟车次，早高峰为早上3:20到早上9:00，晚高峰为下午2:30到晚上7:00，高峰期发车间距为半小时一班，高峰时段以外的间隔为1小时一班；TEXRail时刻表上列出的所有100系列列车都不会跑从沃斯堡到DFW机场双向全程。
这条线路主要是单轨运行，安装了经行侧线以保证30分钟的行车间距。